# North Texas Soccer Club
Il North Texas Soccer Club, conosciuto anche come North Texas SC o più semplicemente come North Texas, è un club calcistico professionistico statunitense con base ad Arlington, nel Texas, e che disputa le proprie sfide interne presso il Globe Life Park.
Sono affiliati alla franchigia MLS del Dallas.
Attualmente partecipa alla MLS Next Pro, campionato riserve della MLS che opera come terzo livello del calcio statunitense.

## Storia
Il 2 novembre 2018 è stato annunciato che la franchigia di Major League Soccer del Dallas avrebbe schierato una squadra riserve nella neonata USL League One, campionato di terzo livello della piramide calcistica statunitense che sarebbe partito nella stagione successiva. Poche settimane più tardi, il 6 dicembre, sono stati rivelati nome e logo del nuovo club.
Il club ha esordito ufficialmente il 30 marzo del 2019 sconfiggendo in casa i Chattanooga Red Wolves con il risultato di 3-2. Dopo aver concluso la stagione regolare al primo posto, il North Texas si laureò campione dopo aver sconfitto per 2-0 il Forward Madison in semifinale e 1-0 il Greenville Triumph in finale.
Dopo aver giocato in casa presso il Toyota Stadium di Frisco, stadio del Dallas, per tutta la prima stagione della storia della società, ad ottobre 2019 è stato annunciato che per le successive tre stagioni agonistiche il club avrebbe disputato le proprie gare casalinghe presso il Globe Life Park di Arlington.
Nel 2022, in quanto affiliato alla franchigia dell'FC Dallas, il club si iscrive al neonato campionato riserve della MLS, la MLS Next Pro. In questa prima stagione raggiunge le semifinali di Conference ai playoff, venendo sconfitto per 2-0 dal St. Louis City 2.

## Palmarès

### Competizioni nazionali
- USL League One: 1

2019
- Players' Shield : 1

2019
- MLS Next Pro: 1

2024